# Acanthoderes flavomaculata
Acanthoderes flavomaculata es una especie de escarabajo del género Acanthoderes, familia Cerambycidae. Fue descrita científicamente por Chemsak & Hovore en 2002.
Se distribuye por Guatemala y Honduras. Posee una longitud corporal de 12-14 milímetros. El período de vuelo de esta especie ocurre en los meses de abril, mayo, junio y julio.